# 蘭曹湖

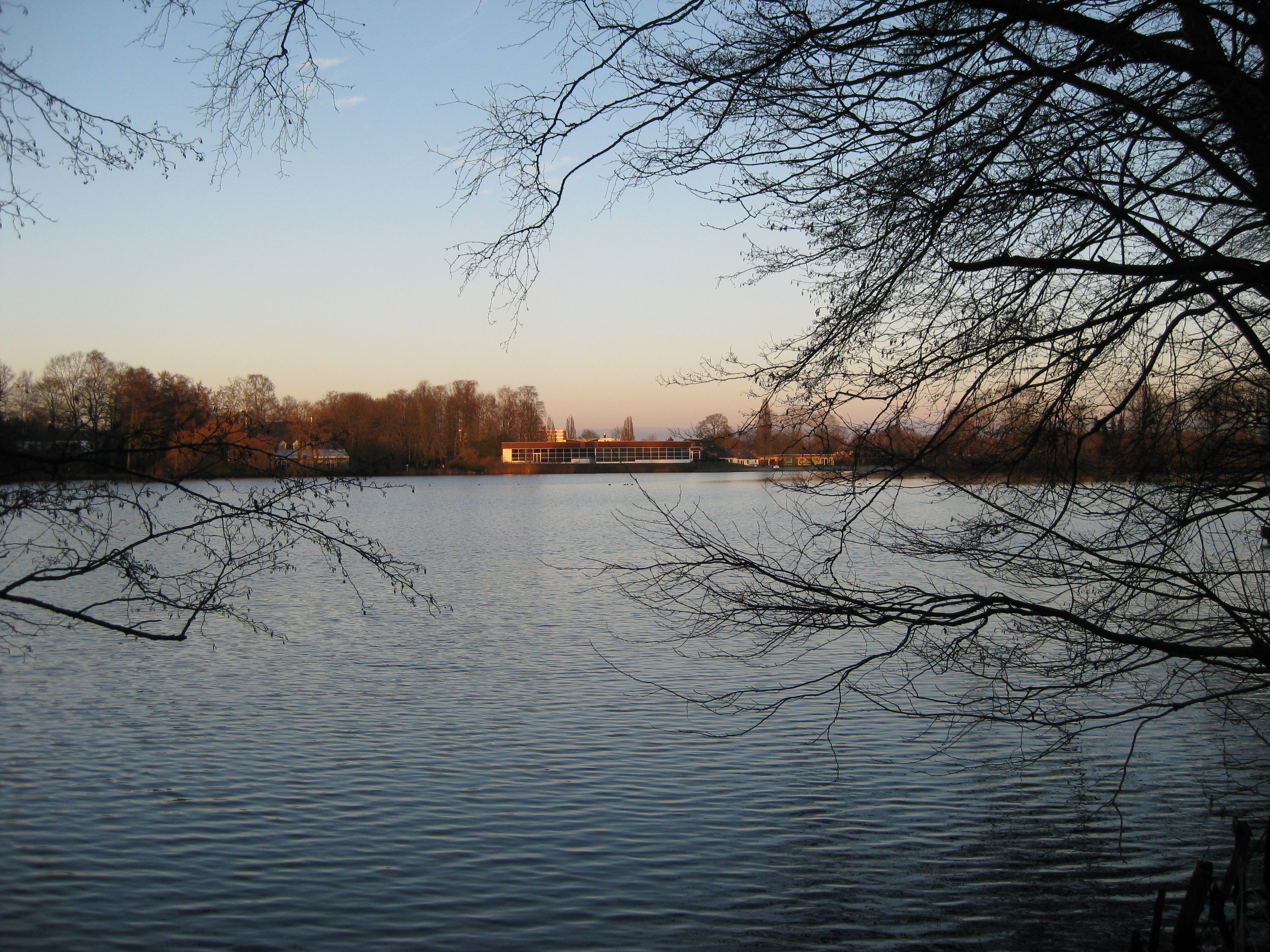

53°47′3.17″N 9°45′44.20″E / 53.7842139°N 9.7622778°E
蘭曹湖（德語：Rantzauer See），是德國的湖泊，位於該國北部石勒蘇益格-荷爾斯泰因州，由平訥貝格縣負責管轄，長0.48公里、寬0.28公里，面積0.08平方公里，最大水深3米。